# Данијел Алексић
Данијел Алексић (Пула, 30. април 1991) је српски фудбалер. Тренутно наступа за Коњаспор.

## Биографија
Данијел је рођен у Пули, али је већ са неколико месеци био приморан да са својом мајком, пореклом Српкињом, побегне из Хрватске. Никад није упознао биолошког оца и носи мајчино презиме.

## Клупска каријера
Фудбал је почео да игра са седам година у ФК Ветерник, да би са 11 година прешао у Војводину у којој је прошао све млађе селекције.
Већ са непуних 17 година постаје члан првог тима, али најчешће наступа за кадете и омладинце. Био је најмлађи дебитант у српском фудбалу пошто је 27. маја 2007. са 16 година и 5 дана заиграо против Црвене звезде. До краја сезоне је одиграо још једну утакмицу против Бежаније, а посебан поклон „уручио“ му је бивши тренер Новосађана Милован Рајевац када га је увео у игру против мадридског Атлетика.
Свој први гол је у сениорском тиму Војводине је постигао 2. априла 2008. против Хајдука из Куле, месец дана пре него што је напунио 17 година. На отварању такмичарске 2008/09. у Суперлиги Србије, Војводина је савладала Црвену звезду резултатом 2:0, а Алексић је у 90. минуту поставио коначан резултат.
У јануару 2010. прешао је из Војводине у Ђенову, за коју је одиграо само неколико минута у финишу утакмице са Јувентусом. У италијанском тиму није успео да се избори за статус првотимца, па га је Ђенова послала на позајмицу у немачки Гројтер фирт.
У јануару 2012. објављено је да је француски фудбалски прволигаш Сент Етјен потписао уговор са Алексићем. Финансијски детаљи нису саопштени, а Алексић је потписао уговор на три и по године са новим клубом. Није се најбоље снашао у Сент Етјену, па је на крају завршио на позајмици у Арлу, где је одиграо само 90 минута. Незадовољан минутажом у клубу који се такмичи у Лиги 2 тражио је на пола сезоне да се врати у матични клуб.
У јулу 2014. постао је нови играч Лехије из Гдањска, али ни у дресу пољског тима није успео да потврди свој таленат и докаже квалитет. У потрази за правим клубом, у ком би се играчки опоравио, у фебруару 2015. је стигао у швајцарски Санкт Гален потписавши уговор до 2018.
У јуну 2018. је потписао уговор са турским прволигашем Малатијом. У сезони 2018/19, Алексић је за Малатију постигао 14 голова у свим такмичењима и био је најбољи стрелац свог клуба који је завршио првенство на петом месту табеле турске Суперлиге, чиме је по први пут у клупској историји изборен пласман у Лигу Европе. У јулу 2019. прелази у Ал Ахли из Саудијске Арабије. За Ал Ахли је одиграо само три утакмице, две у Азијској лиги шампиона и једну у првенству, да би се 30. августа 2019. вратио у Турску и потписао за Истанбул Башакшехир. Са екипом Истанбул Башакшехира је освојио титулу првака Турске у сезони 2019/20. Након пет година напустио је Истанбул Башакшехир и потписао за Конјаспор.

## Репрезентација
Дебитовао је за сениорску репрезентацију Србије, 14. децембра 2008. у Анталији, на пријатељској утакмици са Пољском (0:1). На тој утакмици, селектор Радомир Антић је пружио шансу углавном играчима из домаћег првенства. На свом дебитантском наступу, Алексић је имао 17 година и 224 дана. Наредни наступ у А репрезентацији, Алексић је чекао 10 година. У новембру 2018, селектор Младен Крстајић га је уврстио на списак играча за утакмице са Црном Гором и Литванијом у УЕФА Лиги нација. Свој други наступ у дресу сениорске репрезентације, Алексић је забележио 20. новембра 2018. у победи од 4:1 над Литванијом у Београду.

## Успеси
Истанбул Башакшехир
- Првенство Турске (1) : 2019/20.